# Kanton Pithiviers
Kanton Pithiviers (francouzsky Canton de Pithiviers) je francouzský kanton v departementu Loiret v regionu Centre-Val de Loire. Tvoří ho 35 obcí. Před reformou kantonů 2014 ho tvořilo 20 obcí.

## Obce kantonu
od roku 2015:
| - Andonville - Aschères-le-Marché - Attray - Audeville - Autruy-sur-Juine - Bazoches-les-Gallerandes - Boisseaux - Bougy-lez-Neuville - Césarville-Dossainville - Charmont-en-Beauce - Châtillon-le-Roi - Chaussy - Crottes-en-Pithiverais - Dadonville - Engenville - Erceville - Greneville-en-Beauce - Guigneville | - Intville-la-Guétard - Jouy-en-Pithiverais - Léouville - Montigny - Morville-en-Beauce - Neuville-aux-Bois - Oison - Outarville - Pannecières - Pithiviers - Pithiviers-le-Vieil - Rouvres-Saint-Jean - Saint-Lyé-la-Forêt - Sermaises - Thignonville - Tivernon - Villereau |

před rokem 2015:
- Ascoux
- Bondaroy
- Bouilly-en-Gâtinais
- Bouzonville-aux-Bois
- Boynes
- Chilleurs-aux-Bois
- Courcy-aux-Loges
- Dadonville
- Escrennes
- Estouy
- Givraines
- Guigneville
- Laas
- Mareau-aux-Bois
- Marsainvilliers
- Pithiviers
- Pithiviers-le-Vieil
- Santeau
- Vrigny
- Yèvre-la-Ville